# ميشيل فورنير (قائد منطاد)
ميشيل فورنير (بالفرنسية: Michel Fournier)‏ هو طيار فرنسي، ولد في 9 مايو 1944 في Treban ‏ في فرنسا.